# Ингви Малмстийн
Ингви Йохан Малмстийн (роден Ларш Юхан Юнгве Ланербек); роден на 30 юни 1963 г.) е шведски китарист.
Набира популярност през 80-те години на XX век със своя неокласически стил на свирене в хеви метъла и до момента е издал 22 студийни албума в кариерата си, продължила повечето от 40 години. През август, 2009 г. списание Time го поставя под №9 в списъка си с 10-те най-добри изпълнители на електрическа китара на всички времена.

## Биография

### Ранни години
Малмстийн е роден като най-малкото дете в музикално семейство в Стокхолм. На 18 септември, 1970 г., на седем-годишна възраст, той гледа по телевизията предаване за смъртта на Джими Хендрикс, което му оказва силно въздействие и той бива обсебен от китарата. Ако трябва да цитираме официалния сайт на музиканта: „В деня, в който умря Джими Хендрикс, се роди китаристът Ингви“.
На 10-годишна възраст той приема фамилното име на майка си Малмстийн за свое фамилно име и променя собственото си от Yngve на Yngwie (в американски стил). Ингви (правилното произнасяне на английски е Инвей) означава млад викингски вожд на шведски, по името на Ингви, основател на най-старата шведската династия Инглинг.
Още като тийнейджър се запознава с музиката на италианския цигулар и виртуоз от XIX век Николо Паганини, който по думите на Малмстийн му оказва най-голямо влияние от класическата музика. Свирейки на китара концертните пиеси на Паганини, Малмстийн развива изумително техническо майсторство. Други китаристи, повлияли на Малмстийн са Джими Хендрикс, Брайън Мей от Куийн, Стийв Хакет от Дженезис, Улрих Рот от Скорпиънс, Алекс Лайфсън от Ръш и Ричи Блекмор от Дийп Пърпъл.

## 80-те
В края на 1982 г. Малмстийн е привлечен в САЩ от Майк Варни от Шрапнел Рекърдс, който чул демо-запис на изпълнение на Малмстийн. Тогава той има кратък ангжимент с групата Стийлър, за техния едноименен албум от 1983 година, след това с Алкатраз, за техния дебютен албум от 1983 година No Parole From Rock N' Roll и през 1984 концертния Live Sentence. Малмстийн издава своя първи соло албум Rising Force през 1984 година. Албумът е замислен като инструментален страничен проект на Алкатраз, но в него са включени вокали и скоро след излизането му Малмстийн напуска групата. Албумът е много успешен. Става победител за най-добър албум на списанието Guitar Player и е номиниран в категорията „Най-добър рок инструментал“ на наградите Грами. Достига до № 60 в класацията за албуми на списание Билборд. Следва албума Marching Out (1985). Вокалист на тези първи албуми е Джеф Скот Сото.
Третият албум на Малмстйн Trilogy, с участието на вокалиста Марк Боулс, е издаден през 1986 година. През 1987 година друг певец, бившия вокалист на Рейнбоу Джо Лин Търнър, се присъединява към групата. Същата година Малмстийн претърпява сериозен пътен инцидент, удря своя Ягуар ХКЕ в дърво, като остава в кома за една седмица. Засегнати са нервите на дясната му ръка. По трагична случайност на съдбата, във времето, което прекарва в болницата, майка му умира от рак.
През лятото на 1988 година той издава своя четвърти албум Odyssey. Одисея става най-хитовия му албум, дължащо се главно на първата песен Heaven Tonight. Концертното турне Русия е записано и излиза през 1989 година като негов пети албум Trial by Fire.
Малмстийн става новатор и допринася за еволюцията на модерната рок китара, по-специално с включването на неговите ладови прогресии, повлияни от класиката техники, срещани рядко в рок музиката. Той е признат, заедно с Ранди Роудс, за популяризирането на неокласическия хевиметъл стил и вдъхновяването на ново поколение музиканти, свирещи на електрическа китара като Пол Гилбърт, Джейсън Бекър и Тони Макалпайн. В края на 1988 г. производителят на китари Фендър Стратокастър пуска специална серия китари с подписа на Ингви Малмстийн, чест оказвана дотогава само на него и на Ерик Клептън.

## 90-те
В началото на 90-те Малмстийн издава албумите Eclipse (1990), The Yngwie Malmsteen Collection (1991), Fire and Ice (1992) и The Seventh Sign (1994). Независимо от първоначалния му успех и продулжаващия му успех в Европа и Азия, в началото на 90-те хевиметъл стиловете като нео-класическия метъл и дългите, виртуозни китарни сола губят популярността си в САЩ.
През 90-те Малмстийн продължава да записва и издава албуми чрез лейбъла Pony Canyon и си спечелва верни фенове в Европа и Япония. През 2000 г., подписва отново с американски лейбъл (Spitfire) и пре-издава цялата си дискография на американския пазар, включително и албума, който той счита за най-голямата си творба Concerto Suite for Electric Guitar and Orchestra, записан с чешката филхармония в Прага.
През 1993 г., Малмстийн е арестуван по молба на тъщата си, която била против брака му с дъщеря си. Повдигнати са обвинения срещу китариста за заплаха с пушка (срещу тъщата) и задържане на дъщерята против волята ѝ. Обвиненията са свалени след като Малмстийн отрича инцидента.

### Новия век
След издаването на War to End All Wars през 2000 г., вокала Марк Боулс напуска групата. Малмстийн започва турне с бившия вокал на Ark Йорн Ланде. Поради различни проблеми по време на турнето Йорн напуска групата преди издаването на Attack!!. Той е заменен от бившия вокал на Рейнбоу Дуги Уайт. Неговите вокали се приемат добре от феновете. През 2003 г., Малмстийн се присъединява към Джо Сатриани и Стийв Вай като част от проекта G3. Той участва и като гост в два албума на кийбордиста Дерек Шериниън – Black Utopia (2003) и Blood of the Snake (2006). В тях Малмстийн свири с Ал Ди Меола и Зак Уайлд. През 2005 г. издава Unleash the Fury.
През 2007 г., Малмстийн е почетен в играта Guitar Hero II. Играчите могат да спечелят наградата „Ингви Малмстийн“, ако успеят да изсвирят 1000 или повече ноти. През 2008 г., Дъги Уайт е сменен от бившия вокал на Iced Earth и Джудас Прийст Тим Оуенс, с когото Малмстийн е записал преди години кавър на песента на Ози Озбърн Mr. Crowley за трибюта Bat Head Soup: A Tribute to Ozzy.

## Личен живот
Малмстийн има съпруга на име Ейприл и син – Антонио (кръстен на Антонио Вивалди). Живеят в Маями, Флорида. Малмстийн е почитател на Ферари и е притежавал черен 308GTS от 1985 г. (за 18 години преди да го продаде в eBay) и червен 250GTO от 1962 г. През април 2007 г. отказва тютюнопушенето и консумацията на алкохол.

## Специална китара
Специалният модел на Fender Stratocaster, който всъщност е въведен от Ричи Блекмор по времето на златните години на Дийп Пърпъл. Китарата на Ингви обаче, е основно в два специфични цвята: слонова кост или небесносиня.
Специфики на китарата са:
1. Вкопаните прагове на фингърборда, както при Ричи Блекмор. По този начин се модулира по-добро вибрато с лявата ръка, струните може да се опъват повече, освен това така могат да се слагат доста по-ниско над грифа, което от своя страна позволява по-голяма възможност при свирене на арпежи.
2. Позициите на китарата са 21.
3. Тремолото е тип Vintage, както е и на Джими Хендрикс, но 6-те крепящи болта са по-развинтени или завинтени по-плитко, както на Вас Ви харесва, защото така при натиск с ръчката се постига по-голямо отпускане. Ингви никога не използва механика „Флойд Роуз“.
4. Китарата е с голяма глава на грифа – типичният модел от 70-те, а фигърбордът му е или от клен, или от палисандър.
5. Електронният му блок се състои от 3 бр. адаптери „Ди Марцио“ тип сингъл-койл, сигнатурни, които се монтират само на тази китара, 5-степенна бленда за превключване, 1 потенциометър за усилване и намаляване и два за тембъра. Изходният куплунг е за 6,3 мм. жак. Няма никаква активна електроника.
6. Озвучаването си Ингви го е нагласил с 6 броя усилватели „Маршал Кабинет“ глава плюс колона, и използва мощни рак-системи и ефекти, както Ричи Блекмор в „Рейнбоу“.
7. Китарата за чупене и/или палене е евтина имитация, предварително разрязана и слепена по такъв начин, че при удар да се разлети на парчета. Това няма как да се постигне с друга китара – „Фендер Стратокастер“ се славят с изключителната си здравина. Когато китарата бива строшена, специално наети майстори я събират, поправят и слепват и след това тя отново влиза в работа. Тези китари не се ползват за друго, освен за тази част от шоуто, където Ингви, незабелязано подменил китарата, я прави на парчета. А когато хвърля назад хубавата китара, зад сцената има хора от екипа, коъто я ловят с одеяло във въздуха и им се плаща само за това.

## Членове на групата

### Предишни членове
- Джеф Скот Сото – вокал (1984 – 85)
- Марк Боулс – вокал (1986 – 96; 1999 – 2001)
- Джо Лин Търнър – вокал (1988 – 89)
- Йоран Едман – вокал (1990 – 92)
- Майк Висцера – вокал (1994 – 95)
- Матс Левън – вокал (1997 – 98)
- Дуги Уайт – вокал (2001 – 08)
- Андреш Юхансон – барабани (1985 – 89)
- Майк Терана – барабани (1994)
- Йенс Юхансон – клавишни (1984 – 89)
- Матс Олаусон – клавишни (1990 – 2001)
- Сванте Хенрисон – бас (1990 – 92)
- Бари Спаркс – бас (1994 – 95)

### Настоящи
- Тим „Рипър“ Оуенс – вокал (2008 –)
- Ингви Малмстийн – китари (1978 –)
- Майкъл Трой – клавишни (2007 –)
- Бьорн Енглен – бас (2008 –)
- Патрик Юхансон – барабани, перкусия (2001 –)

## Дискография

### Стийлър
- Steeler (1983)

### Алкатраз
- No Parole from Rock N' Roll (1984)
- Live Sentence (1984)

### Соло
- Rising Force (1984)
- Marching Out (1985)
- Trilogy (1986)
- Odyssey (1988)
- Trial by Fire / Live in Leningrad (1989)
- Eclipse (1990)
- The Yngwie Malmsteen Collection (1991)
- Fire & Ice (1992)
- The Seventh Sign (1994)
- Power and Glory (1994)
- I Can't Wait (1994)
- Magnum Opus (1995)
- Inspiration (1996)
- Inspiration (1996)
- Facing the Animal (1997)
- Concerto Suite for Electric Guitar and Orchestra in E flat minor, Opus 1 (1998)
- Yngwie Malmsteen LIVE!! (1998)
- Alchemy (1999)
- Anthology 1994-1999) (2000)
- Best of Yngwie Malmsteen: 1990-1999 (2000)
- Concerto Suite - Live from Japan (2000)
- War to End All Wars (2000)
- The Genesis (2002)
- Attack!! (2002)
- G3 Live: Rockin' in the Free World (2004)
- Unleash the Fury (2005)
- 20th Century Masters - The Millennium Collection: The Best of Yngwie Malmsteen (2005)
- Perpetual Flame (2008)
- Angels of Love (2009)
- High Impact (2009)
- Relentless (2010)